# Playa del Pedreru
La Playa de El Pedrero o playa de El Pedreru se encuentra ubicada en el municipio de Val de San Vicente, en la comunidad autónoma de Cantabria, España. Es la playa más occidental de Cantabria, limítrofe a la comunidad autónoma del Principado de Asturias.

## Situación
Se puede acceder por carretera desde la nacional N-634, a la altura de Pesués, donde una desviación por la carretera comarcal CA-380 hacia Pechón nos acerca a esta playa. La Autovía del Cantábrico A-8 / E-70, en su salida de Unquera, también permite acceder a este arenal.
No se encuentra en mar abierto sino que está en la ría de Tina Mayor, en la desembocadura del río Deva por su margen derecha. 

### Acceso
Los vehículos pueden estacionar a escasos metros en una explanada habilitada para ello. A través de una senda peatonal se accede a la playa.

## Equipamientos
La playa está vigilada los sábados y festivos por un puesto de Cruz Roja. Junto al aparcamiento hay un bar-restaurante. El acceso a pie es difícil, no apto para minusválidos.

## Características
Este arenal está compuesto principalmente de pequeñas piedras (grava) y arena blanca. Sus dimensiones varían mucho en función de las mareas, estableciendo la media en 10 metros de ancho y 200 de largo. Las aguas son poco profundas y tranquilas, aunque se recomienda precaución por las corrientes.